# Trisetum rigidum
Trisetum rigidum là một loài thực vật có hoa trong họ Hòa thảo. Loài này được (M.Bieb.) Roem. & Schult. miêu tả khoa học đầu tiên năm 1817.